# M60高速公路 (英國)
M60高速公路（英語：M60 motorway），或稱曼彻斯特外环高速公路（Manchester Outer Ring Road），是一条环绕英格兰西北部城市县大曼彻斯特的环线高速公路。在建造超过40年后，它几乎经过所有除了维冈和博尔顿的大曼彻斯特的城市自治市镇。
M60高速公路总长56公里。在2000年，M62高速公路经过大曼彻斯特的路段和M63高速公路所有的路段被合并为新的路线，更名为M60。这条路也是Euroroutes E20和E22 道路的一部分。
严格而言， M60是英国唯一真正的环线高速公路。伦敦环线高速公路并非完整衔接的环线，其在东侧跨越泰晤士河的路段——即由桥梁和隧道构成的“达特福德跨河道路”（Dartford Crossing）——被划分为一般道路（A282公路）。

## 历史

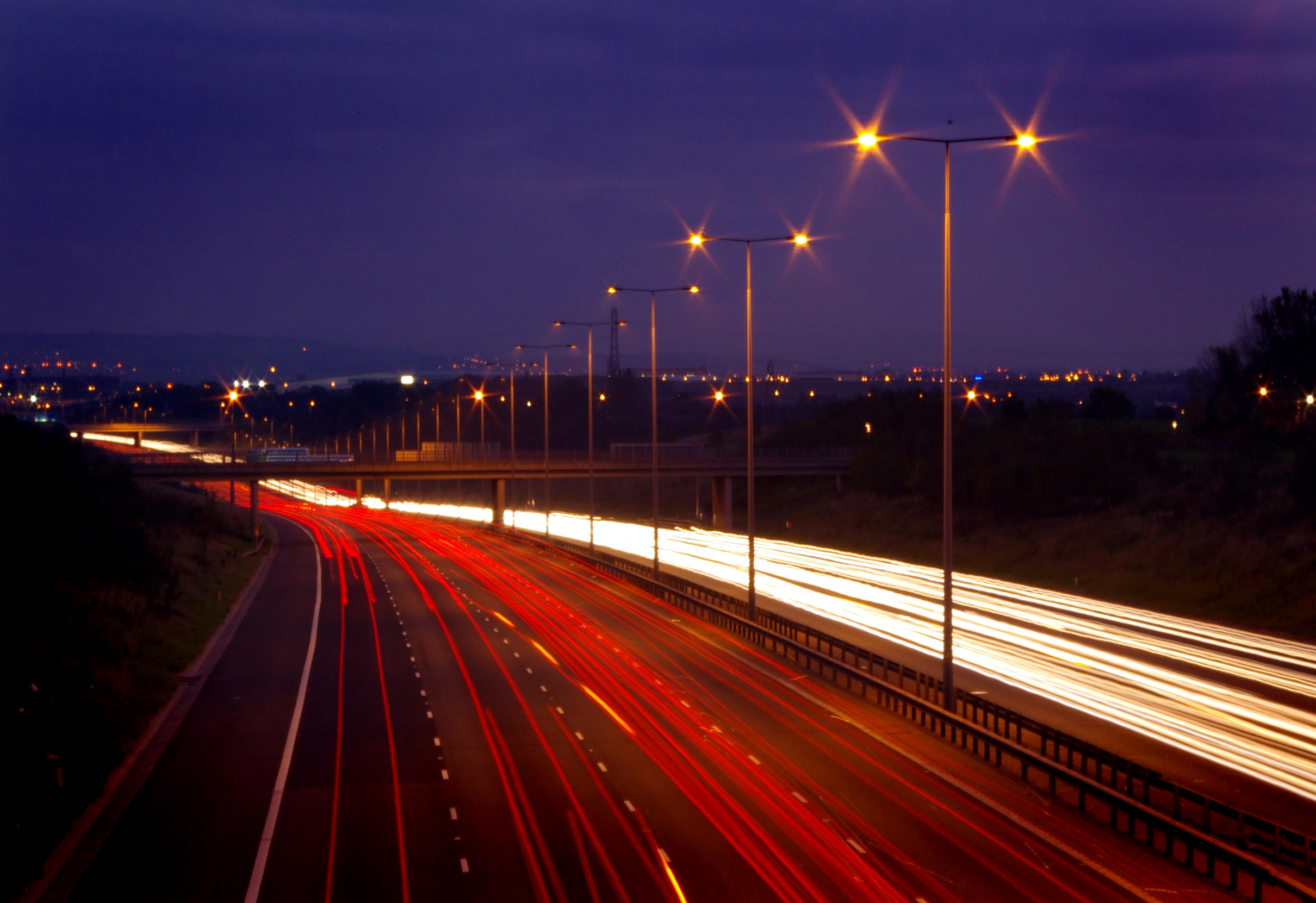
在费尔斯沃斯卡特勒山的M60

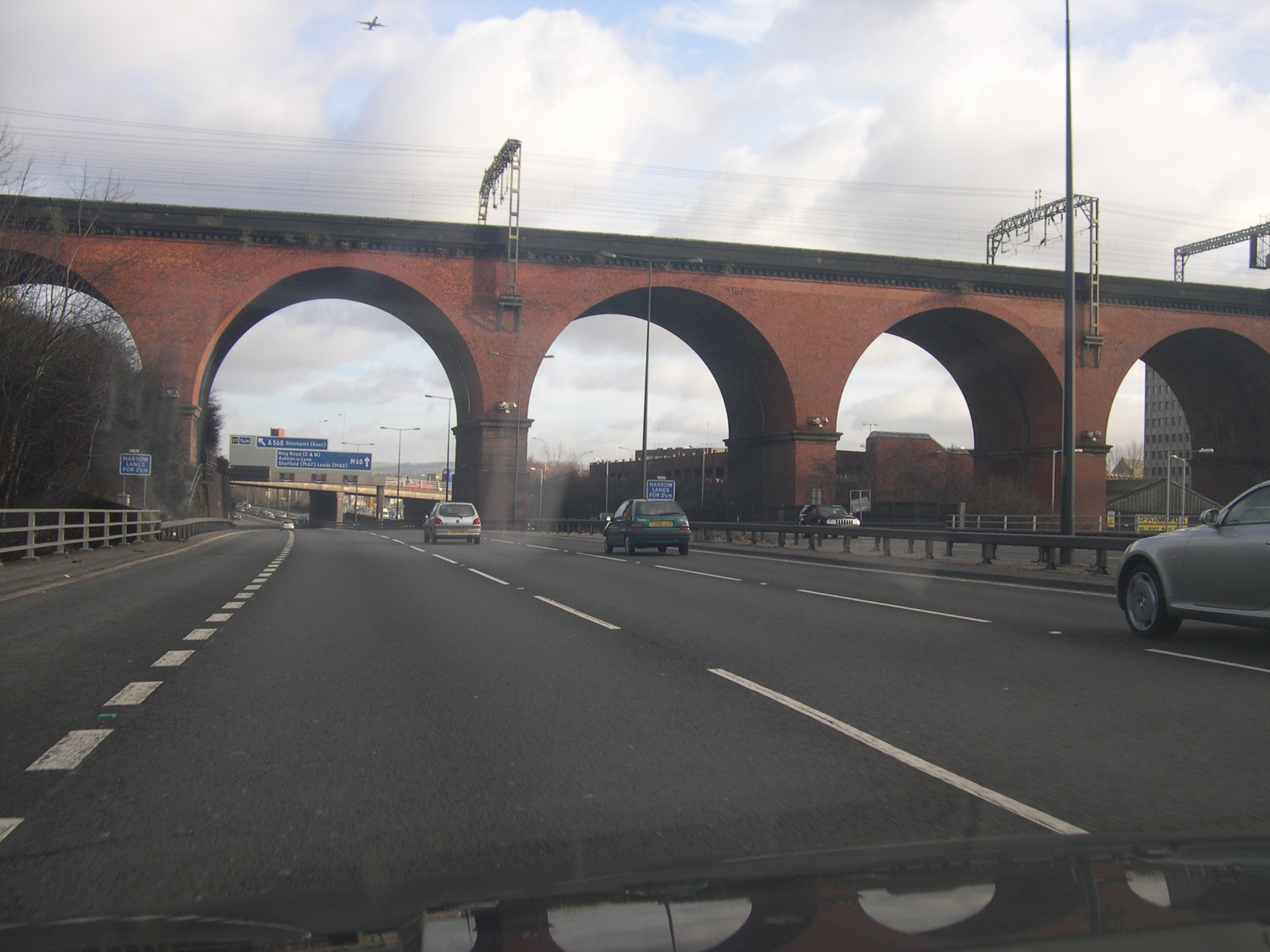
在斯托克波特交流道下方的M60

M60的前身是M63、M62与M66。
在曼彻斯特外围兴建环城公路的构思首次于1960年代提出。原先的计划是建造一条全新的高速公路，但后来通过连接和巩固M63、M62、和M66，在2000年，新建的环线东侧（交流道19-24）与这些路段连接，并正式更名为“M60”。当它贯通后，交通流量很快便接近了其预计的最大容量。
由于它是一条环线高速公路，它相当于伦敦的M25高速公路;但与M25不同，M60是一条完整的环线。 2004年，M60北部的部分一度成为英国最繁忙的路段。在交流道16至17的路段，平均每天有181,000的车流量。通常情况下，M25高速公路西侧是最繁忙的路段，但当时由于道路施工，M25西部的车流量低于平均值。
在2006年，交流口5和6之间的路段由双向6车道拓宽为8车道，交流口6与8之间的路段由4车道拓宽为6车道。在2013年，交流口8和15之间的路段由双向6车道拓宽为8车道。

## 前身
| M60 前身路段  |                 |
| 路段          | 前身            |
| 交流口1 – 12  | M63             |
| 交流口12 – 18 | M62             |
| 交流口18 – 19 | M66             |
| 交流口19 – 23 | 新建路段（M60） |
| 交流口23 – 25 | M66             |
| 交流口25 – 1  | M63             |

## 出入口列表
M60的交流道非常紧密的排列在一起，平均距离只有1.3英里，而高速公路交流道距离的建议是每10-20公里一个交流道。通过比较，M6高速公路的交流道的平均距离有5.3英里。 
| M60高速公路——曼彻斯特外环高速公路 |      |                                                 |                   |                                             |
| 英里                              | 千米 | B车道（逆时针／内环线）                         | 交流道            | A车道（顺时针／外环线）                     |
| 0.0                               | 0.0  | 斯托克波特                                      | 1                 | 斯托克波特                                  |
| 1.5                               | 2.4  | 奇德尔                                          | 2                 | 无设置出口匝道                              |
|                                   |      | 奇德尔、威姆斯洛                                | 3                 | 奇德尔、威姆斯洛                            |
|                                   |      | 奇德尔、威姆斯洛                                | 4                 | 切斯特、沃灵顿、曼彻斯特机场 、伯明翰（M6） |
| 4.5                               | 7.3  | 威森肖 、诺士佛 、切斯特                        | 5                 | 曼彻斯特、迪兹伯利                          |
| 6.0                               | 9.7  | 塞尔                                            | 6                 | 塞尔                                        |
| 6.8                               | 10.9 | 奥尔特灵厄姆                                    | 7                 | 奥尔特灵厄姆                                |
| 7.5                               | 12.0 | 卡林顿                                          | 8                 | 卡林顿                                      |
| 9.3                               | 15.0 | 特拉福德公园、特拉福德中心                      | 9                 | 特拉福德公园、特拉福德中心、厄姆斯顿        |
| 10.3                              | 16.5 | 特拉福德公园                                    | 10                | 特拉福德公园                                |
| 11.4                              | 18.4 | Irlam、埃克尔斯                                 | 11                | Irlam、埃克尔斯                             |
| 12.2                              | 19.7 | 沃灵顿、利物浦 M62、索尔福德                    | 12                | 沃灵顿、利物浦 M62、索尔福德                |
| 13.0                              | 21.0 | 斯温顿 沃斯利, Leigh                            | J13               | 斯温顿                                      |
| 14.1                              | 22.7 | 圣海伦斯、Leigh                                 | J14               | 无设置出口匝道                              |
|                                   |      | 博尔顿, 威根, 普雷斯顿 M61                      | 15                | 博尔顿, 威根, 普雷斯顿 M61                  |
| 16.3                              | 26.2 | 索尔福德、Pendlebury、Kearsley                  | 16                | 无设置出口匝道                              |
| 18.5                              | 29.7 | Whitefield、曼彻斯特、普雷斯特维奇              | 17                | 普雷斯特维奇、Whitefield                    |
| 19.8                              | 31.8 | 利兹、博尔顿、普雷斯顿、利物浦 M62 贝里、伯恩利 | 18                | 利兹 M62                                    |
| 21.0                              | 33.8 | 米德顿、曼彻斯特                                | 19                | 米德顿、曼彻斯特                            |
| 22.6                              | 36.4 | 无设置出口匝道                                  | 20                | 布莱克利、Moston                            |
| 24.7                              | 39.8 | 欧德汉姆、费里斯沃斯                            | 21                | 欧德汉姆、费里斯沃斯                        |
| 26.3                              | 42.3 | 欧德汉姆、费里斯沃斯                            | 22                | 欧德汉姆、费里斯沃斯                        |
| 28.6                              | 46.0 | Ashton-under-Lyne                               | 23                | Ashton-under-Lyne                           |
| 30.6                              | 49.3 | 曼彻斯特 谢菲尔德                               | 24                | 曼彻斯特 谢菲尔德                           |
|                                   |      | Bredbury                                        | 25                | Bredbury                                    |
|                                   |      | 无设置出口匝道                                  | 26                | 斯托克波特                                  |
|                                   |      | 斯托克波特                                      | J27               | 无设置出口匝道                              |
| 36.1                              | 58.1 | 公路继续至交流道1                               | 公路继续至交流道1 | 公路继续至交流道1                           |